# میلیون‌ها (فیلم ۱۹۳۶)
میلیون‌ها (انگلیسی: Millions) فیلمی در سبک کمدی به کارگردانی لسلی اس. هیسکات است که در سال ۱۹۳۶ منتشر شد. از بازیگران آن می‌توان به گوردن هارکر و فرانک پتینگل اشاره کرد.